# آبشار تالمن ایست
آبشار تالمن ایست (به انگلیسی: Tallman East Falls) آبشاری است که در همیلتون (انتاریو)، کانادا واقع شده و ارتفاع کلی ریزشگاه آن ۳ متر (۹٫۸ فوت) است.